# Martín Vázquez de Arce

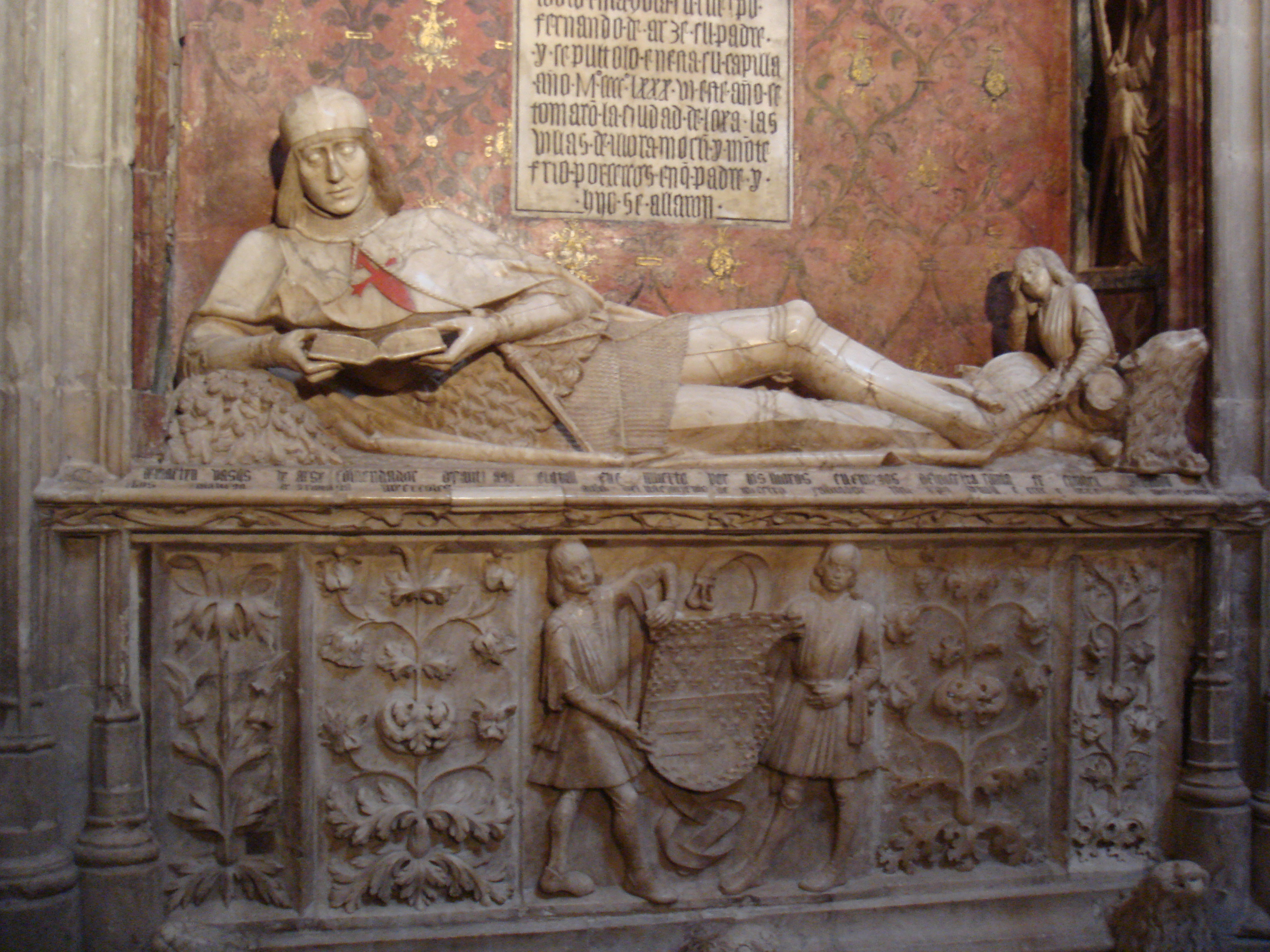
Túmulo do Doncel, na capela com o seu nome, Catedral de Siguença

Martín Vázquez de Arce, conhecido como o Doncel de Siguença, foi um aristocrata e militar castelhano do século XV (?, 1461 - Granada, Julho de 1486).
Não se sabe o seu lugar de nascimento, mas sim as circunstâncias da sua morte durante a Guerra de Granada, na acção militar da Acequia Gorda da Vega de Granada, en 1486. Converteu-se numa figura romântica pelo aspecto sereno e meditativo do seu excepcional sepulcro na catedral de Sigüenza, uma das jóias da estatuária fúnebre de todos os tempos e símbolo de Siguença.
O seu pai foi secretário pessoal da família de Mendoza, residindo na cidade de Guadalajara, e converteu-se em pajem do primeiro Duque do Infantado. Teve uma filha, de nome Ana.